# Île Brosch
L'île Brosch (en russe : Остров Брош, Ostrov Brosh) est une île de la terre François-Joseph.

## Géographie
Située au nord de l'île Greely, elle est souvent libre de glaces. Son point culminant est à 228 m d'altitude. 

## Histoire
Découverte par Julius von Payer et Karl Weyprecht en 1873, elle a été nommée en honneur de Gustav Brosch, l'un des lieutenants de vaisseau de l'expédition. Sur de nombreuses cartes, elle apparait aussi sous le nom  de Ostrov Kuna ou Ostrov Kun, nom donné par Anthony Fiala lors de son expédition arctique (1903-1905) sans qu'il ne sache qu'elle avait déjà été nommée auparavant.